# 2095 Parsifal
A 2095 Parsifal (ideiglenes jelöléssel 6036 P-L) a Naprendszer kisbolygóövében található aszteroida. Cornelis Johannes van Houten,  Ingrid van Houten-Groeneveld és Tom Gehrels fedezte fel 1960. szeptember 24-én.